# 柽柳叶猪毛菜
柽柳叶猪毛菜（学名：Salsola tamariscina）为苋科猪毛菜属的植物。分布于俄罗斯、蒙古以及中国大陆的新疆等地，一般生于含盐碱的草地和戈壁滩，目前尚未由人工引种栽培。